# Bill English
Simon William «Bill» English (Dipton, Southland; 1961) és un polític neozelandès, va ser primer ministre de Nova Zelanda des del 2016 fins al 2020. Anteriorment fou diputat de la Cambra de Representants de Nova Zelanda des de les eleccions de 1990, representant la circumscripció electoral de Clutha-Southland des de les eleccions de 1996 i Viceprimer Ministre, Líder Segon del Partit Nacional i Ministre de Finança. Entre el 2001 i 2003 va ser el Líder de l'Oposició i Líder del Partit Nacional.

## Inicis
English va néixer el 1961 a Dipton, una petita vila de Southland. Va anar al Col·legi de Sant Patrici de Silverstream (St. Patrick's College, Silverstream) a Wellington, on seria el líder de l'alumnat. Va realitzar els seus estudis terciaris a la Universitat d'Otago amb un grau de comerç i amb un grau de literatura anglesa de la Universitat de Victòria de Wellington. Després de completar els seus estudis va anar a treballar a Dipton com a pagès. El 1987 se'n retornà a Wellington per a treballar com a analista polític en la Tresoreria de Nova Zelanda, retornant-se cap a Dipton dos anys després.

## Diputat
| Parlament de Nova Zelanda |      |                  |         |          |
| Anys                      | Leg. | Circumscripció   | Llista  | Partit   |
| 1990-1993                 | 43   | Wallace          | Wallace | Nacional |
| 1993-1996                 | 44   | Wallace          | Wallace | Nacional |
| 1996-1999                 | 45   | Clutha-Southland | 9       | Nacional |
| 1999-2002                 | 46   | Clutha-Southland | 4       | Nacional |
| 2002-2005                 | 47   | Clutha-Southland | 1       | Nacional |
| 2005-2008                 | 48   | Clutha-Southland | 4       | Nacional |
| 2008-2011                 | 49   | Clutha-Southland | 2       | Nacional |
| 2011-actualitat           | 50   | Clutha-Southland | 2       | Nacional |

English va esdevenir membre del Partit Nacional el 1980. En les eleccions de 1990 fou nominat candidat del partit a la circumscripció electoral de Wallace. English hi guanyà i seria el diputat per la circumscripció fins a les eleccions de 1996, en les quals Wallace fou abolit i reemplaçat per Clutha-Southland. Ha estat el diputat per Clutha-Southland des d'aleshores.
Fou el Ministre de Salut entre el desembre de 1996 i el gener de 1999, i el Ministre de Finança i Rèdit entre el gener i el juny de 1999. Entre el juny i el desembre de 1999 fou el Tresorer de Nova Zelanda.

### Líder de l'Oposició
L'octubre de 2001 els diputats del partit estaven dissatisfets amb la líder Jenny Shipley, i English va ser elegit el nou líder per la majoria de diputats del partit. English la reemplaçà com a líder del Partit Nacional i Líder de l'Oposició.
Però English no va poder millorar els pèssims resultats del partit. En les eleccions de 2002 el partit va sofrir el pitjor resultat en la seva història, rebent tan sols un 20,93% del vot. El partit i el públic estaven dividits si la culpa d'això era d'English o si era la culpa del partit. La majoria confiaven en què English podia millorar els resultats del partit.
Cap a la fi de 2003, tot i això, el Partit Nacional encara tenia baixos resultats en enquestes d'opinió. El partit va incrementar la seva popularitat en l'any després de l'elecció escassament, però l'octubre d'aquest any els seus resultats varen baixar de nou. Don Brash, exgovernador del Banc Central de Nova Zelanda, va reemplaçar a English com a líder el 28 d'octubre.

### Líder Segon
Quan dimití Brash el novembre de 2006 English fou nomenat Líder Segon del Partit Nacional, succeint a Gerry Brownlee. Des d'aleshores ha estat Líder Segon del partit.

### Viceprimer Ministre
En guanyar el Partit Nacional les eleccions de 2008 el nou Primer Ministre John Key el nomenà Viceprimer Ministre i Ministre de Finança el 19 de novembre de 2008. English fou el primer i únic Ministre d'Infrastructura entre el 2008 i 2011.
En dimitir el Ministre d'Empreses Petites i Ministre de Reforma Regulatòria John Banks el 16 d'octubre de 2013 a causa d'al·legat frau, English fou nomenat pel Primer Ministre John Key com a nou Ministre de Reforma Regulatòria.

## Primer ministre
Va assumir el càrrec de Primer ministre de Nova Zelanda el 12 de desembre de 2016. Després de no poder formar govern tot i la victòria a les eleccions generals neozelandeses de 2017, el febrer de 2018, English va dimitir com a líder del Partit Nacional obrint el camí a una cursa de lideratge i el 27 de febrer de 2018 Simon Bridges va ser elegit líder del partit, convertint-se també en líder de l'oposició, sent la primera persona amb ascendència maori a exercir com a líder del Partit Nacional.

## Vida personal
Va casar-se amb una metgessa de capçalera, Mary, i ara tenen sis fills. Practica el catolicisme romà, però és de l'opinió que les seves creences religioses no s'haurien d'interrelacionar amb la seva política.